# Velika Glava
Velika Glava falu Horvátországban Šibenik-Knin megyében. Közigazgatásilag Skradinhoz tartozik.

## Fekvése
Šibenik központjától légvonalban 14, közúton 24 km-re északra, községközpontjától légvonalban 4, közúton 7 km-re északra, Dalmácia középső részén, a Krka Nemzeti Park nyugati szélén emelkedő hegyek között fekszik.

## Története
Velika Glava a moreai háború (1684-1699) után a pravoszláv vallású telepesekkel betelepített falvak közé tartozik. A 17. század végén a török kiűzését követően sokakat telepítettek le közülük Knin, Skradin és Šibenik környékére. A betelepítés előtt a falu területe a skradini kanonok birtokai közé tartozott, évszázadok óta velencei uralom alatt volt. Velika Glava lakói főként Hercegovinából érkeztek és közülük legtöbben a környék ércbányáiban dolgoztak egészen a II. világháború végéig, amikor ezeket a bányákat bezárták. 1797-ben a Velencei Köztársaság megszűnésével a Habsburg Birodalom része lett. 1806-ban Napóleon csapatai foglalták el és 1813-ig francia uralom alatt állt. Napóleon bukása után ismét Habsburg uralom következett, mely az első világháború végéig tartott. A településnek 1857-ben 183, 1910-ben 270 lakosa volt. Az I. világháború után rövid ideig az Olasz Királyság, ezután a Szerb-Horvát-Szlovén Királyság, majd Jugoszlávia része lett. A II. világháború során a falu olasz megszállás alá került. Lakói közül sokan csatlakoztak a partizán alakulatokhoz. 1991-ben lakosságának 98 százaléka szerb volt. A délszláv háború során a település kulcsszerepet játszott Šibenik térségének védelmében, az itteni magaslatokról ugyanis a szerb tüzérség jól támadhattta volna a város körüli horvát védelmi vonalakat. 1991. szeptember 11. és 13. között a horvát nemzeti gárda 113. brigádja sikeresen védte meg a vela glavai magaslatokat a JNA egységeitől. Ez volt Šibenik védelmének első sikeres katonai akciója. A falu zömmel szerb nemzetiségű lakói már korábban elmenekültek, házaikat még 1991 augusztusának elején lerombolták a horvát erők. A háború után közülük mintegy ötvenen tértek vissza, főleg idős emberek. A többiek Szerbiában, főként Belgrád környékén, valamint külföldön (USA, Ausztrália) telepedtek le. A településnek 2011-ben mindössze 29 lakosa volt.

## Lakosság
| Lakosság változása | Lakosság változása | Lakosság változása | Lakosság változása | Lakosság változása | Lakosság változása | Lakosság változása | Lakosság változása | Lakosság változása | Lakosság változása | Lakosság változása | Lakosság változása | Lakosság változása | Lakosság változása | Lakosság változása | Lakosság változása |
| ------------------ | ------------------ | ------------------ | ------------------ | ------------------ | ------------------ | ------------------ | ------------------ | ------------------ | ------------------ | ------------------ | ------------------ | ------------------ | ------------------ | ------------------ | ------------------ |
| 1857               | 1869               | 1880               | 1890               | 1900               | 1910               | 1921               | 1931               | 1948               | 1953               | 1961               | 1971               | 1981               | 1991               | 2001               | 2011               |
| 183                | 488                | 183                | 208                | 244                | 270                | 260                | 299                | 330                | 353                | 357                | 317                | 303                | 293                | 16                 | 29                 |